# Вьюница (приток Воймеги)
Вьюница — река во Владимирской и Московской областях России, правый приток Воймеги.
Длина реки составляет 18 км. Исток в районе посёлка Уршельского Владимирской области. Впадает в Воймегу в 9,5 км от её устья, в районе урочища Поповка (вблизи северо-восточной окраины города Рошаль, Шатурский район Московской области).
Притоки (расстояние от устья):
- 2,7 км: река Дмитриевка (Дмитровка) — левый
- 9 км: река Шушмор — правый

## Данные водного реестра
По данным государственного водного реестра России, относится к Окскому бассейновому округу. Речной бассейн — Ока, речной подбассейн — Ока ниже впадения Мокши, водохозяйственный участок — Клязьма от города Орехово-Зуево до города Владимира.
Код объекта в государственном водном реестре — 09010300712110000031986.